# Guy Scholefield

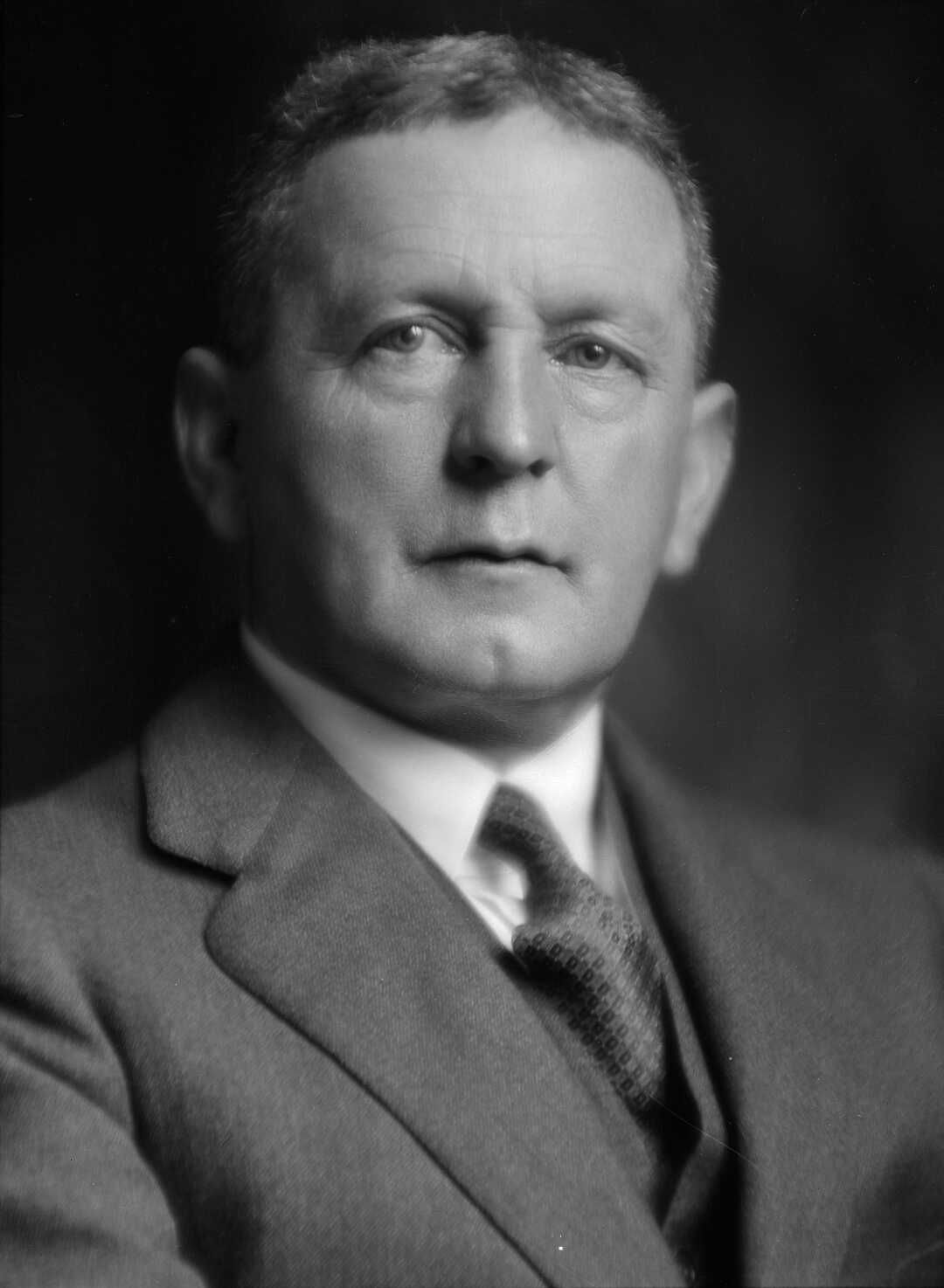
Guy Scholefield im Jahr 1929

Guy Hardy Scholefield (* 17. Juni 1877 in Dunedin, Otago; † 19. Juli 1963 in Wellington) war ein neuseeländischer Journalist, Historiker, Archivar, Bibliothekar und Herausgeber.
Er war vor allem bekannt als Herausgeber der 1940er Auflage des Dictionary of New Zealand Biography.
Scholefield studierte an der Tokomairiro High School. Er wurde der zweite parlamentarische Hauptbibliothekar nach Charles Wilson. 1908 gab er mit Emil Schwabe das Who's Who in New Zealand heraus.
Während der Feierlichkeiten des offiziellen Geburtstages von König George V. (1919 Birthday Honours) wurde Scholefield als Offizier des Order of the British Empire ausgezeichnet. 1948 wurde Scholefield während der königlichen Neujahrsfeier als Komtur des britischen Order of St Michael and St George für seine Tätigkeit als Parlamentsbibliothekar und Nationalarchivar ernannt.

## Veröffentlichungen
- mit Emil Schwabe: Who’s who in New Zealand and the western Pacific. Hrsg.: Guy Scholefield. 1. Auflage. Masterton 1908.
- Who’s who in New Zealand and the western Pacific. 2. Auflage. Masterton 1925.
- Govt. Printer (Hrsg.): New Zealand Parliamentary Record. 2. Auflage. Wellington 1925 (Erstausgabe:  1913).
- Govt. Printer (Hrsg.): New Zealand Parliamentary Record, 1840–1949. 3. Auflage. Wellington 1950 (Erstausgabe:  1913).
- Department of Internal Affairs (Hrsg.): A Dictionary of New Zealand Biography : A–L. Band 1. Wellington 1940 (govt.nz [PDF; abgerufen am 30. Juli 2018]).
- Department of Internal Affairs (Hrsg.): A Dictionary of New Zealand Biography : M–Addenda. Band 2. Wellington 1940 (govt.nz [PDF; abgerufen am 30. Juli 2018]).